# A Estrela Sobe
Pour plus de détails, voir Fiche technique et Distribution.
A Estrala sobe est un film brésilien réalisé par Bruno Barreto, sorti en 1974. C'est l'adaptation du roman du même nom de Marques Rebelo.

## Fiche technique
- Titre français : A Estrala sobe
- Réalisation : Bruno Barreto
- Scénario : Bruno Barreto, Isabel Câmara, Carlos Diegues, Leopoldo Serran d'après Marques Rebelo
- Pays d'origine : Brésil
- Format : Couleurs - 35 mm - Mono
- Genre : drame
- Durée : 105 minutes
- Date de sortie : 1974

## Distribution
- André José Adler : le directeur d'Atlântida
- Álvaro Aguiar
- Roberto Bonfim
- Marie Claude
- Nelson Dantas
- Carlos Eduardo Dolabella
- Betty Faria : Leniza Mayer